# Jan de Boer (1906-1982)
Jan de Boer (Assendelft, 30 juli 1906 – Hoorn, 23 augustus 1982) was een Nederlands politicus.
Hij werd geboren als zoon van Jan Johannes de Boer (1879-1936) en Engeltje Koomen (1879-1936). Hij volgde in 1936 zijn kort daarvoor overleden vader op die vanaf 1918 burgemeester van Assendelft was. Diens vader, Klaas de Boer Czn., is daar van 1879 tot 1918 ook burgemeester geweest. Toen Jan de Boer in 1944 als burgemeester door de Duitse bezetter gevraagd werd een lijst te maken met inwoners die moesten gaan werken aan de kustverdedigingswerken, trok hij zich tijdelijk terug als burgemeester op basis van een medische verklaring. Daarop werd de burgemeester van Krommenie tevens waarnemend burgemeester van Assendelft. Desondanks was De Boer nog wel in staat het verzet te assisteren bij het achteroverdrukken van het bevolkingsregister. In mei 1945 keerde hij terug als burgemeester van Assendelft wat hij zou blijven tot zijn pensionering in 1971. De Boer overleed in 1982 op 76-jarige leeftijd.